# Marquesado de Covarrubias de Leyva
El marquesado de Covarrubias de Leyva es un título nobiliario español creado el 22 de febrero de 1693 por el rey Carlos II de España a favor de Diego de Covarrubias y Leyva, Maestre de Campo, gobernador de Ostende, Cambrai y Nieuwpoort, en Flandes.
El título fue rehabilitado por Alfonso XIII de España el 23 de junio de 1922.

## Denominación
La denominación del título se refiere a sus dos apellidos, paterno y materno, del primer titular.

## Marqueses de Covarrubias de Leyva
|                                 | Titular                                       | Periodo                |
| Creación por Carlos II          | Creación por Carlos II                        | Creación por Carlos II |
| ------------------------------- | --------------------------------------------- | ---------------------- |
| I                               | Diego de Covarrubias y Leyva                  | 1693-?                 |
| Rehabilitación por Alfonso XIII |                                               |                        |
| II                              | Fernando Suárez de Tangil y Angulo            | 1922-1964              |
| III                             | Jorge Luis Suárez de Tangil y Guzmán          | 1966-2011              |
| IV                              | Fernando Suárez de Tangil y Meneses de Orozco | 2012-actual titular    |

## Historia de los Marqueses de Covarrubias de Leyva
- Diego de Covarrubias y Leyva, I marqués de Covarrubias de Leyva.

Rehabilitado en 1922 por Alfonso XIII: 
- Fernando Suárez de Tangil y Angulo (1886-1964), II marqués de Covarrubias de Leyva.

Casó con María de la Concepción de Guzmán y O'Farrill, IV condesa de Vallellano grande de España. Le sucedió, en 1966, su hijo:
- Jorge Luis Suárez de Tangil y Guzmán, III marqués de Covarrubias de Leyva.

Casó con María de la Luz Meneses de Orozco y Orozco (?-Madrid, octubre de 2005). Le sucedió, en 2012, su hijo:
- Fernando Suárez de Tangil y Meneses de Orozco, IV marqués de Covarrubias de Leyva.

Casó con Cristina Peletier Maura.